# Felix da Housecat
Felix da Housecat, pseudonimo di Felix Stallings Jr. (Chicago, 27 agosto 1971), è un disc jockey e produttore discografico statunitense di musica house ed elettronica, considerato uno dei pionieri del sottogenere electroclash.

## Biografia
Da giovanissimo partecipa al secondo periodo della Chicago house. A soli quindici anni con la Roland TB-303 assieme a DJ Pierre riuscì a produrre il popolare singolo house Phantasy Girl (1987). Dopo il liceo i genitori, contrari alla sua carriera nell'ambito dei club per via delle loro origini molto cattoliche, lo costringono a frequentare l'Alabama State College. Tre anni dopo torna a Chicago per continuare la carriera di produttore. Nel 1992 produce i primi singoli: The Dawn, By Dawn Early's light e Thee Industry Made me do it. Il successo arriva nel 1994 con il singolo In the Dark We Live uscito sul finire del 1993 sotto lo pseudonimo Aphroead, poi più volte utilizzato negli anni successivi. 
Nel 2001 esce l'album Kittenz and Thee Gliz: il suo primo lavoro che inaugurò le sonorità electroclash e che conteneva le hit internazionali Happy Hour e Silver Screen / Shower Scene.
Nel 2003, grazie alla sua fama nell'ambito della musica elettronica, è stato scelto come testimonial per la pubblicità della Motorola.
È stato il remixer di Madonna, Pet Shop Boys, Garbage, New Order, The Chemical Brothers, Kylie Minogue e le italiane Paola & Chiara.

## Stile musicale
Appartenente alla seconda generazione di produttori house e citato fra gli artisti electroclash, Felix Da Housecat alterna brani ritmici e ballabili (che definisce "trax") a delle vere e proprie canzoni dai richiami soul e dance. Si ispira a tendenze musicali degli anni ottanta quali il synth pop, l'electro pop, la new wave e l'italo disco mentre dopo l'uscita del fortunato Kittenz and Thee Glitz (2001) avrebbe consolidato la componente pop della sua musica.

## Discografia

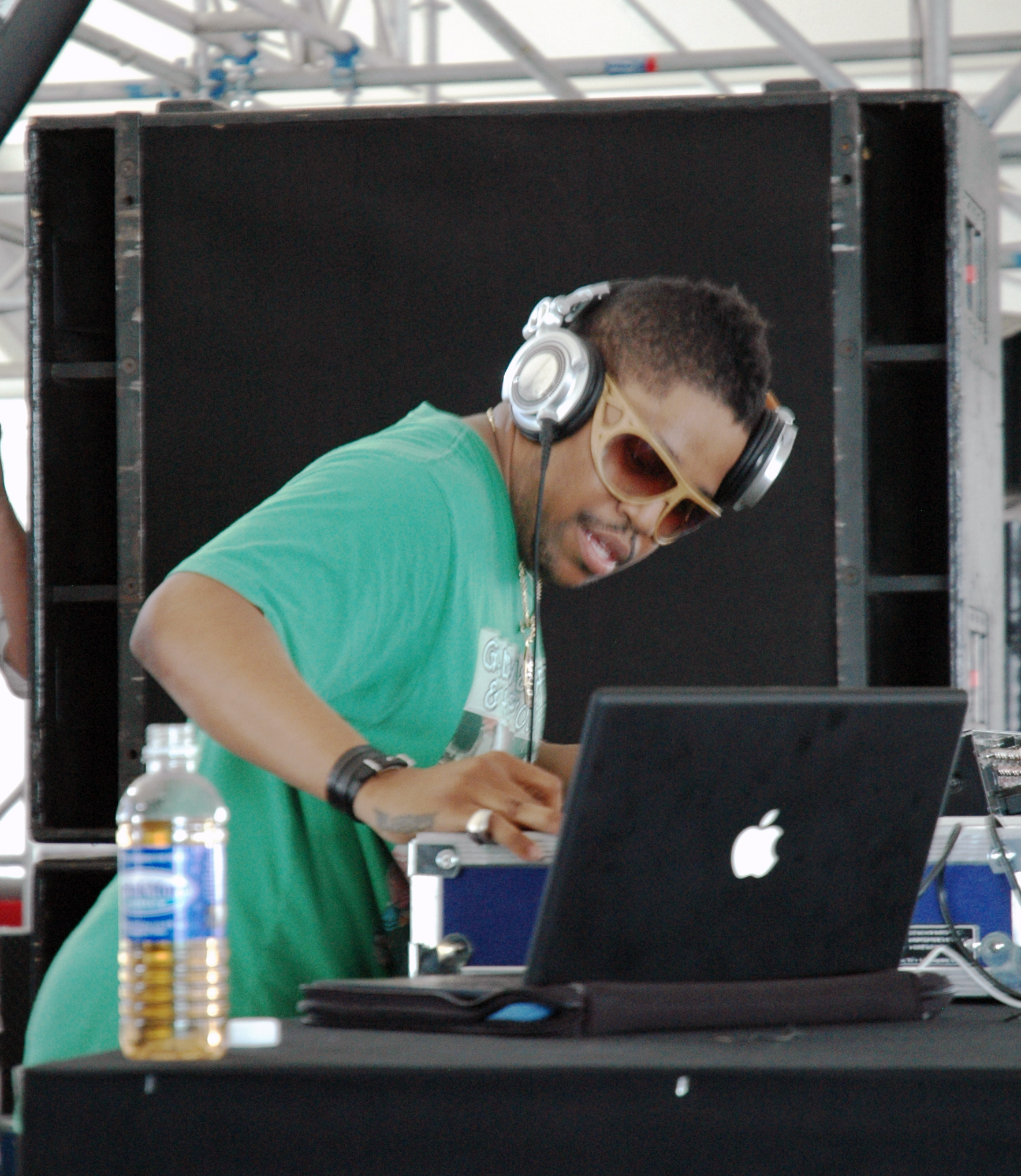
2007 in Baltimore

- Metropolis present day? Thee Album! (1995)
- Clashbackk Compilation Mix (1997)
- Transmissions Vol.2 (1997)
- Kittenz and thee Glitz (2001)
- Excursions (2002)
- Rockettmann! (2002)
- A Bugged Out Mix (2003)
- Devin Dazzle & the Neon Fever (2004)
- Playboy: the Mansion Soundtrack (2005)
- Virgo Blaktro and the Movie Disco (2007)
- Global Underground (2008)
- He Was King (2009)
- Burn The Disco  (con will.i.am)  (2013)